# Hong Kong Express (serie de televisión)
Hong Kong Express (en hangul, 홍콩 익스프레스; romanización revisada, Hong Kong ikseupeureseu) es una serie de televisión surcoreana emitida durante 2005 y protagonizada por Cha In Pyo, Jo Jae Hyun, Song Yun Ah y Kim Hyo Jin.
Fue emitida en su país de origen por el canal de televisión SBS desde el 16 de febrero hasta el 7 de abril de 2005, con una longitud de 16 episodios al aire las noches de los días miércoles y jueves a las 21:55 (KST). Este drama trata sobre las relaciones entre cuatro personajes en la jungla urbana de Hong Kong.

## Argumento
Han Jung Yeon (Song Yun Ah) es una diseñadora de interiores prometida con el rico magnate Choi Kang Yuk (Cha In Pyo). Antes de la boda, ella encuentra por casualidad a su antiguo amor Kang Min Soo (Jo Jae Hyun), alterando con ello su tranquila vida. Pero suceden cosas peores como un asesinato en el cual los dos amantes de Jung Yeon podrían estar involucrados.

## Reparto

### Principal
- Cho Jae Hyun como Kang Min Soo.
- Song Yun Ah como Han Jung Yeon.
- Cha In Pyo como Choi Kang Hyuk.
- Kim Hyo Jin como Choi Ma Ri.

### Secundario
- Oh Sang Moo como Song Doo Re.
- Lee Young Eun como Jo Bong Soon.
- Jung Ae-youn como Jung Eun Ha.
- Jo Sang Ki como Kim Bi Seo.
- Yoon Hyun Sook como Hong Yoo Shin.
- Park Geun Hyung como Presidente Choi Jae Sub.
- Kim Hye Ok como Sr. Min.
- Park Jung Soo como Shin Kyung Ja.
- Kim Sung Kyum como Profesor Han.
- Shin Dong-wook como Joo Young Yuk.
- Kim Eun Soo como Jennifer.

## Emisión internacional
- Filipinas: GMA.
- Japón: KNTV.
- Taiwán: Star.